# 願いのアストロ
『願いのアストロ』（ねがいのアストロ）は、和久井健による日本の漫画。『週刊少年ジャンプ』（集英社）において、2024年20号から2025年21号まで連載。略称は「願アス」。2024年12月時点でコミックスの累計発行部数は25万部を突破している。

## 沿革
2024年4月8日発売の『週刊少年ジャンプ』2024年19号にて、願いのアストロも含む春の新連載3連弾を発表。翌週4月15日発売の同誌20号にて、連載を開始。連載開始時にはPVを公開。なおこれまで「新宿スワン」・「東京卍リベンジャーズ」など講談社で描いた作者が集英社に移籍しての作品となる。単行本発売前の同年7月6日、7日にはYouTubeのジャンプチャンネルにて、ボイスコミックを公開。
同年、「次にくるマンガ大賞 2024」コミックス部門にノミネート。

## あらすじ
東京の極道「世剣組」の金剛組長の一人息子世剣ヒバルは金剛の死に際次期組長に指名されるが組の変化を考えて第12養子世剣テラスを次期組長に指名。その直後日本に降り注いだ流星群によって謎の力「アストロ」が多くの人々に目覚めて世剣組を巻き込んだ抗争が始まる。

## 登場キャラクター
声の項はボイスコミックの声優。

### 世剣組

#### 世剣家
世剣 ヒバル（よつるぎ ヒバル）
声 - 佐藤元、北﨑ひとみ（幼少期）
本作の主人公。15歳。黒髪で左耳にピアスをつけておでこに×の傷がある。元組長世剣金剛の一人息子だが年齢的に養子を含めると末っ子。いつも法被を着ている。9歳の時に半年かけて無一文で北海道から浅草に帰ったことがある。金剛から弾丸のペンダントを託されて、次期組長に指名されるも組の変化から仲のいいテラスを次期組長に指名する。テラスと銭湯に入ってる頃流星群に遭遇。家族を支えるために最強の極道になりたいという思いから右の二の腕の雷管の発火で前腕の火薬に引火して爆発させて弾丸のような拳をぶっ放すアストロを持つ。コネクターは弾丸のペンダント。アストロをフルパワーで使うとビルを吹き飛ばすほどの力はあるが腕がボロボロになるほど反動が大きく最初に使った時は2週間眠った。義侠心からあくまで養子たちと話し合いで仲直りしようとする。頭に血が上るとあまり考えずに行動する癖がある。ヒバル派を組織しそうと考えて獅鷹との戦いを経て、次期組長になりたいと仲間に伝える。
世剣 テラス（よつるぎ テラス）
声 - 内山昂輝、仁胡（幼少期）
第12養子。16歳。金髪の短髪。半年下のヒバルと仲が良くいつも共に行動している。金剛から弾を溶かして作った鏡のペンダントを託されて、次期前頭に指名されるもヒバルから世剣組次期組長に指名される。組を守りたいという思いからどんな攻撃を防ぐ盾のアストロ『八咫鏡(ヤタノガガミ)』を持つ。コネクターは鏡のペンダント。流星群の落下の衝撃でビルの下敷きとなったがヒバルに救われる。養子たちの反乱に対して銃を使おうとするが決闘で涙ながらにヒバルから説得されたことから考えを改める。冷静で的確な判断をするがなりふり構わないヒバルに振り回される。母親によって世剣組に送られて養子となり、最初半年間鷹派にいたがヒバルの清らかな目を見たことでヒバルと同行するようになる。ABR1回戦鳴斗戦では盾を剣に変えて武器として使って勝利。
世剣 獅鷹（よつるぎ しおう）
声 - 今瀬将太
第1養子。金と黒の巻き髪で首に鷹を模した入れ墨がある。世剣組若頭で最大派閥鷹派を組織している。世剣組次期組長に唯一立候補するが叶わず王になるため天災で死んだことにしようとして鷹派にヒバル側の人間を殺すよう命令する。星座を利用して建物の一部を武器にするアストロを持つ。ヒバルを殺すために部下の蟻道もろとも貫いたりするなど冷徹さを持つ。ヒバルとの戦いの末に世剣組と天災は関係あることと次に会う時はどちらかが死ぬ時だと伝えて逃走する。
世剣 サツキ
声 - 岳川航大
第2養子。紫髪に眼鏡。獅鷹と共に行動していて、獅鷹を王と呼んでいる。ヒバルとの戦いでダメージを負った獅鷹をエレベーターで避難させる。黒い目で何でも操るアストロ使いで傀儡を五月雨としてABRに参戦させるが対羅に見破られる。
世剣 寅三（よつるぎ とらぞう）
声 - 山下タイキ
第3養子。金色丸刈り坊主で両腕に入れ墨がある。世剣組舎弟頭で第二派閥寅派を組織している。暴走する鷹派を抑えるために獅鷹を倒すと決意してヒバルらと行動を共にする。生身で刃物を破壊するほどの鋼の肉体を持ち、さらにコネクターの手袋をつけることで拳を握れば握るほど強化するアストロ『剛力無双(ヘラクレス)』を持つ。西麻布バベルでヒバルらを屋上に運んで獅鷹と交戦する。獅鷹との戦い後、捜査6課によって連行される。氷室の件解決後釈放されてアストロを探すため、関西へ向かった。
世剣 伍色（よつるぎ ごしき）
声 - 高嶋孝輔
第5養子。黒髪。服に花をつけている。
世剣 レリ
声 - 赤星真衣子
第6養子。23歳。黒髪女性。50人の弁護士を抱える善明寺法律事務所所長でミサイルのように的確に相手を追い詰めることから爆撃女王と呼ばれている。善明寺という偽名を名乗っている。世剣組との関係がバレるの恐れて、ヒバルらの訪問に怒っていたが寅三が連行されたことに疑問をもって、ヒバルらを零号にヘリを操縦して案内する。コネクターの口紅を持って場所にミサイルを放って時間巻き戻して再生できるアストロ『時間逆行弾(レトログラード)』を持ち、現在を破壊することで武器として使うことが出来る。女性蔑視的コメントをされるとキレる。生前の金剛から外から公平な目で世剣を見守るように託される。
世剣 シカバ
声 - 谷川誠
第8養子。金髪。23歳。お腹に十文字の傷がある。日極連トップでABR主催者。天道の実孫。元舎弟頭で横浜の不死鳥と呼ばれている。戦争狂でエゴイストのためかヒバルらからは好感を持たれていない。コネクターは仕込み杖。天道によって世剣組2代目組長にさせるため、世剣組に送られる。トイレでヒバルに金剛を殺したと伝える。
世剣 対羅（よつるぎ たいら）
声 - 吉田和生
第9養子。青と黒の巻き髪。23歳。大きいリングのピアスをつけている。舎弟頭補佐。ヒバルにABRへ参加するように促す。鞭のようにしなる螺旋という刀を武器として持つ。シカバに誘われて世剣組養子になる。昔は溺れた子どもを一緒に助けるなどヒバルと仲良かった。ABR一回戦五月雨を瞬殺し、サツキが人質として操った人間を殺そうとしたことでヒバルの怒りを買う。そしてヒバルとの準決勝ではつくしを人質にとる非情さを見せるが、テラス・破竹らによって失敗。ヒバルの一撃を受けて場外負け。その後シカバに始末されそうになるがヒバルに阻止されて涙ながらにシカバを助けるように願う。
世剣 久蘭（よつるぎ くらん）
声 - 長野嵩
第10養子。銀髪。池袋元支部長。腕っぷしだけで成り上がった喧嘩師で無情の久蘭と呼ばれている。警備で参面陸臂を組織してクラブASULAを経営している。ボタンから死に際釦の世話を頼むとお願いされ、自分が釦を守ると心に誓った。泣き上戸で感情豊かだったがボタンの死で感情を出さなくなった。昔のようにものまねして笑いたいという思いから変身できるチシャ猫のアストロを持つがその尻尾は可愛いのでヒバルらに揶揄われる。ヒバル対釦の決闘にボタンの変身で介入して釦を止めたのでヒバルの反則勝ちとなる。ヒバルの配下で同行する道を選び涙ながらに池袋を去る。なお人以外の物体にも変身できる。アストロを探すため、キンパと共に北海道へ向かった。
世剣 釦（よつるぎ こう）
声 - 黒井淳一
第11養子。19歳。ピンク髪の長髪色黒。池袋支部長。いつも久蘭と行動を共にして金剛の葬儀前にヒバルを七光りの坊ちゃんと揶揄したため金魚のフンと呼ばれヒバルらから良く思われていない。世界をぶっ壊したいという思いから背中から四本の手が出る阿修羅のアストロを持つ。コネクターはジッポー。実兄ボタンの死を引きづっていた。決闘で久蘭に勝って池袋支部長になるが、 養子兄弟を下に見る発言でヒバルが激怒してそれぞれの相棒をかけて決闘。劣勢に立たされても負けを認めなかったが久蘭変身したボタンを見て倒れる。ヒバルの配下として池袋を守る。

#### ヒバル派
夜華 銀次（よはな ぎんじ）
声 - 神田優
金剛の側近で相談役だった。黒髪坊主。流星群落下後、鷹派に監禁されるもヒバルらに救出されて養子たちが反乱を起こしたことを伝える。養女にキンパがいる。健康祈願のお守りを握ることで自分のカロリーを使って人を癒せるアストロ『ヒルヒール』を持っているが使いすぎると身体が干からびてしまうがたくさん食べると回復する。

#### 鷹派
蟻道 清允（ぎどう きよちか）
若頭側近の鷹派幹部。長髪灰色髪。マウスガードを握って誓ったことで得た大量の蟻を操るアストロ『蟻蟲模(ぎずも)』で寅派の六本木支部のビルを崩壊させた。さらに蟻を相手に咬ませることで位置をマーキングすることもできる。幼い頃いじめていた同級生の指を噛み切るほど狂暴だったが獅鷹に群れないことを好まれて鷹派に加入。以後頭に蟲がわく幻覚に苦しみながら人を殺し続けていた。西麻布バベルでヒバルと交戦して腕をかみつかれながら強力な攻撃を与えるヒバルに王の格を見るがヒバルもろとも殺そうとした獅鷹にお腹を撃ち貫かれて絶命。死後ヒバルらによって墓に入れられる。
狩屋崎 千鋭（かりやざき せんえい）
アストロ鎮圧隊。人差し指から刃物のような爪が出るアストロを持つが寅三には爪が全く効かず瞬殺されて逆に武器として利用された。

#### 寅派
不動 瞬一郎（ふどう しゅんいちろう）
寅派ナンバー2で不動兄弟の兄。一部ピンク髪で寅三をボスと呼んでいる。兄弟が互いに握ったものを送りあえるアストロ『因果の矢(カルマライン)』を兄弟で持っており、弟からもらった寅三のコネクター手袋を寅三に渡す。
不動 間次郎（ふどう かんじろう）
寅派ナンバー3で不動兄弟の弟。一部紫髪で寅三を寅三さんと呼んでいる。寅派に捕まり西麻布バベルのコネクター管理室に幽閉されるがそれを逆に利用して寅三のコネクターをアストロで兄に送る。

### 日極連
天道 夜式（てんどう よしき）
日極連トップで玄武会会長。頭はツルッハゲで長い白顎鬚。実孫のシカバがヒバルら世剣組のメンバーをABRに参加させたことを不快感を持っている。息子の死で親権を持ったシカバへ世剣組2代目組長になるように送る。
伍代 夏虎（ごだい なつとら）
日極連トップで金虎一門総代。頭は短髪顎鬚でヘビースモーカー。息子夏虎をABRの優勝候補と期待している。
八城 青威（やしろ あい）
日極連トップで龍鱗会会長。白黒髪女性で足の下に複数のMの男性を置いている。あくまでABRを余興と見なしているが、部下の破竹が負けたことで破門を言い渡す。

### ABR参加者
伍代 虎金（ごだい こがね）
金虎一門総代夏虎の息子。背中に虎の入れ墨がある。第1試合ではよそ見をしたヒバルを殴り飛ばした他両腕を振り回して50人を弾き飛ばした。自身とも通じる境遇からヒバルに同情している。
根舌利城 破竹（ねこそぎ はちく）
龍鱗会根舌利城3兄弟次男で同組最強の戦士と呼ばれている。白黒髪を細く束ねたツインテールで顎と首に4方矢印の入れ墨がある。トーナメント1回戦でヒバルと激突。実弟香梅に誕生日から貰ったネクタイがコレクターで黒い火によって自分以外の相手に衝撃を与えるアストロでヒバルを追い詰めるも、本気のフルパワーラオジンをヒバルのアストロではじき返されて場外負けを喫した。その後ヒバルに弟共々助けられたことで仲良くなって、ヒバルの準決勝対羅戦では人質になったつくしを助ける。
早乙女 鳴斗（さおとめ のいと）
早乙女グループ永久ナンバーワンホストで女性ファンからナイトと呼ばれている。トーナメント1回戦でテラスと激突し、声援によって無敵モードになるアストロでテラスを戦闘不能近くまで追い詰めるも、ストレスで頭が剥げていることからつけたウィッグを剥ぎ取られたことで女性ファンからの支持を失ってアストロの力がなくなってテラスに敗れる。敗れた後ヒロコにサポートされて会場を後にする。ウィッグはコレクターだった。
五月雨（さみだれ）
人のようだが実はサツキが操る傀儡。トーナメント1回戦で対羅に瞬殺される。
不動 力也（ふどう りきや）
両腕に入れ墨をしている。トーナメント1回戦にて虎金に1コマで敗れる。

### 警察
気元 元気（きもと げんき）
浅草交番巡査。ヒバルとは仲が良く元さんと呼ばれている。亡霊強盗団に銃を奪われたことで警官失格だと責任を感じるがヒバルらに励まされる。その後盗品を全て取り戻して亡霊強盗団のメンバーを捕まえたことで自信を取り戻す。
土方サクラ（ひじかた サクラ）
六本木警察署生活安全課の女性刑事。寅三と古くからの付き合いで野々を保護する代わりにヒバルらに鷹派のアストロ狩りを止めるよう依頼して西麻布バベルの地図を渡す。
氷室雹我（ひむろ ひょうが）
捜査6課緊急星害対策班長を務める刑事。元マル暴で世剣組ら暴力団を憎んでいるが一番の理由は借金で世剣組と関係を持っていた父親が自分の刑事の検挙によって苦しくなって自殺したことによる。銃から放たれる氷で氷漬けにするアストロ『氷の女王の接吻(スカディーキス)』を持つ。寅三と知り合いで西麻布バベルの一件に対して彼へ逮捕状を出す。プラント零号にてヒバルと相対して、薬でアストロ強化してヒバルらを氷漬けにするが金羽によってダメージを受けて氷を解かされる。追い詰められたことで暁鑛を食べたことで異形の化け物へ変貌するがヒバルによって倒される。
晴海海人（はるみ かいと）
捜査6課に所属する刑事。刑事になる前は覆面レスラーポセ☆ハルミとして活動していて久蘭の憧れの存在だった。蝶のようなコレクターを握ることで水の操るアストロを持つ。力を追い求めて捜査6課に入って久蘭をプロレス技で追い詰めるがその姿勢に失望した久蘭によってジャーマンスープレックスを決められて倒される。生死は不明。
爽風香（そう ふうか）
捜査6課に所属する女性刑事。風の操るアストロを持つ。麻薬の売人だった養父に暴行される日々だった。しかし氷室が養父を殺したことで感謝を感じて捜査6課に入る。テラスと相対して薬の力でアストロ強化して追いつめるがオーバードーズによって身体が崩壊して自滅。晴海同様生死は不明。

### その他の人物
夜華 金羽（よはな きんぱ）
本作のヒロイン。銀次の養女。オレンジ髪で普段セーラー服でヒバルらと幼なじみ。身体を透明にすることが出来るアストロ『絶対的透明感(クリアコスメ)』を持つ。亡霊強盗団を探すために入った西浅草の廃豪邸でヒバルらと再会して以降同行する。料理は得意。8歳から科学者の両親とプラント零号に暮らしていたが、氷室によって両親は殺される。なお彼女は母によって隠されたので難を逃れる。そのため氷室に対して恐怖心を持っていたが、ヒバルに励まされたことで打ち勝ち、氷室に攻撃する。そして透明になるのを光で活用し熱線を出して氷室に大ダメージを与えて、氷漬けにされたヒバルらを溶かした。
じーちゃん
駄菓子屋で働いており、いつもお菓子を買いに行くヒバルと仲が良い。笑顔を絶やさない。
碇 カリン（いかり カリン）
亡霊強盗団のメンバーで碇兄弟の兄だがオカマなので姉さんと呼ばれている。男達の目を盗みたいという願いから香水に含まれるバラの匂いで相手を金縛りさせるアストロ『亡霊の香り(パヒュームゴースト)』を持っているが女性には効かない。コネクターは香水吹きだが金羽に奪われて破壊される。そこで気元から奪った銃を発砲するがテラスに防御されてヒバルの攻撃で吹き飛ばされる
碇 初（いかり はじめ）
亡霊強盗団のメンバーで碇兄弟の弟。蝋を自由自在に扱えるアストロ『蝋の引き出し(ドローロウ)』を持つ。コネクターはチャッカマンだが金羽に破壊されてカリン同様ヒバルの攻撃で吹き飛ばされる。
野々（のの）
頭巾をかぶった少女。三つ葉のクローバーを四つ葉にできるアストロを持っていたがコネクターの栞を狩屋崎に切られる。その後ヒバルらの手助けもあって赤坂病院で入院中の母と再会してヒバルから風で飛ばされた四つ葉のクローバーを再び渡される。ヒバルらが警察にお願いしたことで六本木警察が保護して、その後母が退院するまで寅三の仮設支部で預かっている。
並野 陽世彦（なみの ひよひこ）
ヒバル・テラスと同じ高校に通う2年生でヒバルからヒヨヒヨ君と呼ばれている。ヒバルが高校の先輩から色々言われているを助けたことから仲良くなる。妹が誘拐されて100万円を要求されたことからヒバルらにお願いする。ABR準決勝では人質になったつくしを助けるため、ボコボコにされる。
並野 月詩(なみの つくし)
陽世彦の妹。染髪ツインテール。城香梅によって誘拐されてABRの会場に拉致される。そしてABR準決勝ヒバル対対羅の際に対羅によってヒバルが勝てば殺すと人質になるがテラス・陽世彦らによって助けられる。
根舌利城 松之助（ねこそぎ まつのすけ）
龍鱗会根舌利城3兄弟長男。破竹同様白黒髪を細く束ねたツインテールで顎と首に4方矢印の入れ墨がある。木彫りの仏像がコレクターで腕を木に変えて操るアストロ使いでテラスを苦しめるが破竹によって撃破される。
根剃城香梅（ねこそぎ こうばい）
龍鱗会根舌利城3兄弟三男。陽世彦の妹をABRへ献上した。横浜の不死鳥と名乗っているが実は嘘でシカバ対羅らに一網打尽になる。その後ABRでは青威の足置きとされて、破竹敗北後殺されそうになるがヒバルに助けられる。

### 故人
世剣 金剛（よつるぎ こんごう）
声 - 黒井淳一
世剣組元組長。長い顎髭を持つ。ヒバルの父で昭和時代、浅草の弾丸と呼ばれ慕われてヒバルに義侠心を叩き込んだ。死の直前にヒバルとテラスを呼び寄せ、養子たちの組の利権争いに不安視してヒバルを次期組長にテラスを次期若頭に指名する。そして二人にそれぞれペンダントを渡して息を引き取る。一人息子のヒバル以外では12人の養子がいる。
ボタン
長髪色黒。釦の実兄で久蘭と親友。池袋の極道同士の抗争で子どもをかばって亡くなる。クラブのセキュリティーをやるのが夢だった。
古小木 マキ（ふるこぎ マキ）
キンパの実母。科学者で教授。眼鏡をかけている。暁鐘を持ち出したため、氷室に射殺される。
古小木 イチボ（ふるこぎ イチボ）
キンパの実父。科学者。氷室に頭を撃たれて殺される。

## 用語解説
世剣組（よつるぎぐみ）
昭和時代に世剣金剛が浅草に作った関東屈指の暴力団。金剛が孤児でも気に入れば養子にしたことでその養子が血縁より固い金剛の絆で組を支えた。平成時代、浅草のインバウンドビジネスを仕切ってエネルギー開発などを精力的に事業を拡大して警察にも睨まれない組織となった。掟として兄弟喧嘩は決闘をもって解決して他者の介入は禁止とする。
アストロ
ある日の流星群を見ながら大事なものを握って願掛けしたことで得られる超能力。人体を異形に変えたり人体の一部に変えたりする力を持ち、自分の所持物を星とのコネクターとなって、握ったり触れることで力を発揮し、コネクターが破壊されると使えなくなる。なお能力者をアストロイドと呼ぶ。
鷹派（たかは）
獅鷹が組織する最大派閥で500人近くいて新宿に拠点を置いている。隕石落下後反乱を起こして、総本部を襲撃して物資の横流しや独占買収で民間に物資を行き届かなくしていたがヒバルらに撃退される。その後アストロ使いのコネクターを奪うアストロ狩りを行っている。
寅派（とらは）
寅三が組織する第二派閥。六本木に支部を置いており鷹派と交戦中だが蟻道のアストロによって支部ビルは倒壊。
参面陸臂（さんめんろっぴ）
元不良を久蘭が束ねて出来た組織で池袋の警備をしている。久蘭の代表だったが決闘に負けたことで釦が代表になった。
クラブASULA（クラブあしゅら）
世剣組池袋支部を兼ねているクラブ。釦が住んでいる。ボタンの夢を実現したもので久蘭がここを離れる際土下座して頭を下げた。
亡霊強盗団（ゴーストシープス）
アストロを使って亡霊を出すことで相手に金縛りをかけてその隙に金品などを奪う強盗団でメンバーは碇カリン・初兄弟2人。西浅草の廃豪邸を拠点にしていたがヒバルらによって倒される。
西麻布バベル
鷹派のアジトを置くビル。ヒバルらは屋上で蟻道と交戦して鷹派対寅派の戦いの結果死傷者136名を出した。
捜査6課緊急星害対策班
警視総監代理が立ち上げた捜査課で通称第6。氷室が班長を務めて他アストロ使いの刑事を部下に持つ。アストロ使いに対してどこであってもアストロを行使できる権限がある。寅三に逮捕状を出す。
零号(ぜろごう)
世剣グループが東京湾に作った石油掘削エネルギープラントで10年前に閉鎖された。海上要塞のような雰囲気がある。氷室のアストロの暴走で氷漬けになる。
暁鑛(あらがね)
願いをエネルギーに変えるものでこれを活用することで人工的に他人のコネクターをリンクさせてアストロ使いを作り出すことが出来る。獅鷹はこれを集めている。全部で6つあって、1つはヒバルら、2つは鷹派が持っている。北海道・横浜・関西にそれぞれある模様。
ABR(アストロバトルロイヤル)
シカバが主催するアストロイドによる大会で総勢300人近く参加。第1試合の場外か戦闘不能降参したら負けのサバイバルデスマッチで8人に絞られて、トーナメントを行う。シカバはシードでトーナメント勝者と戦う。開催場所は横浜ポートスタジアム。
日本極道連合会(にほんごくどうれんごうかい)
略称日極連。全国の極道を束ねる組織。生前の金剛がトップを張っていたが、死後は天道・伍代・八城・シカバの4頭体制。ABRのスポンサーでもある。トーナメント1回戦後、ヒバルによって宣戦布告される。

## 書誌情報
- 和久井健『願いのアストロ』集英社〈ジャンプ コミックス〉、全6巻
  1. 「世剣ヒバル」 2024年7月4日発売[9][10]、ISBN 978-4-08-884122-9
  2. 「王の格」 2024年10月4日発売[11]、ISBN 978-4-08-884210-3
  3. 「終局」 2024年12月4日発売[12]、ISBN 978-4-08-884380-3
  4. 「世剣の業」 2025年3月4日発売[13]、ISBN 978-4-08-884416-9
  5. 「日本極道連合会」 2025年5月2日発売[14]、ISBN 978-4-08-884512-8
  6. 「破壊と希望」 2025年7月4日発売[15]、ISBN 978-4-08-884635-4